# نوثينغ
نوثينغ (بالإنجليزية: Nothing)‏ هي شركة تكنولوجيا يقع مقرها الرئيسي في لندن، إنجلترا. تأسست من قبل كارل بي الذي شارك في تأسيس شركة ون بلس، تضم قائمة المستثمرين في الشركة كل من طوني فاضل مبتكر جهاز الآي بود، كيفن لين أحد مؤسسي منصة تويتش، ستيف هوفمان الرئيس التنفيذي لريديت واليوتيوبر كايسي نايستات.